# Cyrtococcum patens
Cyrtococcum patens är en gräsart som först beskrevs av Carl von Linné, och fick sitt nu gällande namn av Aimée Antoinette Camus. Cyrtococcum patens ingår i släktet Cyrtococcum, och familjen gräs. Utöver nominatformen finns också underarten C. p. latifolium.